# 蓼花丝黑粉菌
蓼花丝黑粉菌（学名：Ustilago filamenticola）是属于黑粉菌目黑粉菌科黑粉菌属的一种真菌，寄生在蚕茧草上。该种分布于中国。